# 德原姫花
德原 姫花（とくはら　ひめか、2001年9月5日 - ）は、日本の女子レスリング選手。高知県出身。階級は59kg級。

## 来歴
極東クラブでレスリングを始めた。小学生の時から全国大会で何度も上位入賞を果たした。高知東中学3年の時にジュニアクイーンズカップ 、全国中学生選手権、全国中学選抜選手権でそれぞれ優勝した。高知東高校2年と3年の時にはインターハイで2位となった。2020年に自衛隊体育学校へ入校すると、2021年にはジュニアクイーンズカップジュニアの部59kg級で優勝、全日本選手権では2位になった。2022年には全日本選抜選手権で3位だったが、全日本社会人選手権で優勝した。U-23世界選手権でも優勝を飾った。2024年にはU-23世界選手権で3位だった。2025年には全日本選抜選手権で優勝して、世界選手権代表に選ばれた。

## 主な戦績
- 2016年 -　ジュニアクイーンズカップ 中学の部　優勝（52kg級）
- 2016年 -　全国中学生選手権　優勝（52kg級）
- 2016年 -　全国中学選抜選手権　優勝（52kg級）
- 2018年 -　ジュニアクイーンズカップ カデットの部　2位（57kg級）
- 2018年 -　アジア・カデット選手権　2位（53kg級）
- 2018年 -　インターハイ　2位（53kg級）
- 2019年 -　インターハイ　2位（57kg級）

以降は59㎏級での戦績
- 2021年 -　ジュニアクイーンズカップ ジュニアの部　優勝
- 2021年 -　全日本選手権　2位
- 2022年 -　全日本選抜選手権　3位
- 2022年 -　全日本社会人選手権　優勝
- 2022年 - 　U-23世界選手権　優勝
- 2023年 -　全日本選抜選手権　2位
- 2023年 -　全日本選手権　3位
- 2024年 -　全日本選抜選手権　3位
- 2024年 - 　U-23世界選手権　3位
- 2024年 -　全日本選手権　3位
- 2025年 -　全日本選抜選手権　優勝

（出典）